# Chiesa di San Pietro a Vaglia

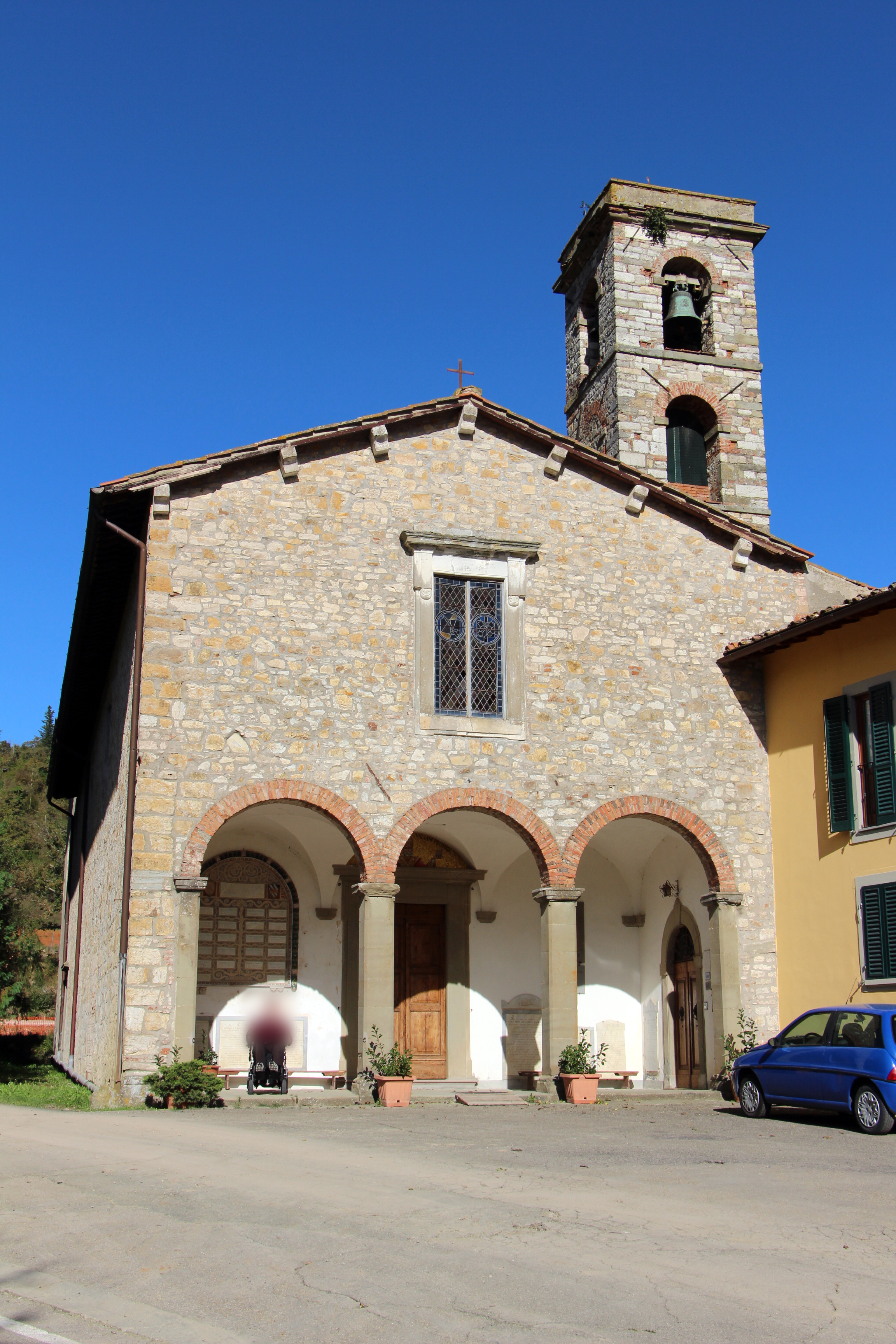
La facciata della chiesa di San Pietro a Vaglia

La chiesa di San Pietro a Vaglia si trova nel comune di Vaglia, alla sinistra del torrente Carza.

## Storia
La sua origine è precedente al Mille, con una menzione della Plebem Sancti Petri in Valea all'epoca del vescovo di Firenze Sichelmo (966-986). Alcune fonti la fanno risalire all'VIII secolo e la segnalano, con la pieve di San Piero a Sieve, fra le più antiche del Mugello.
La chiesa, rovinata nel 1789, subì un restauro nel 1949.

## Descrizione
L'interno, coperto con soffitto a capriate, è a navata unica. Alle pareti laterali sono due altari: in quello di destra è collocata dal 1999, dopo il restauro, la frammentaria Pala di Pescina, proveniente dalla chiesa di Santo Stefano di quel borgo, opera in terracotta invetriata di Giovanni della Robbia, databile al 1512 circa. La pala era stata donata da una dama che, smarritasi sul Monte Morello, era riuscita a orientarsi grazie alle campane di Pescina. Trafugata nel 1906, fu sciaguratamente ridotta in pezzi, in seguito in parte rimasti in loco (il San Lorenzo), in parte ricoverati nei depositi della soprintendenza. L'altare sinistro è invece ornato da una Madonna del Rosario del 1609, opera di Pietro Confortini. 
Il presbiterio è chiuso da una balaustra e all'interno è l'altare maggiore appoggiato ad un muro che chiude il coro retrostante, affiancato da due porte sormontate da busti. Sopra di esso è un Crocifisso ligneo riferito al Giambologna. Nella parete di fondo del coro è la tela con l'Orazione nell'orto del vagliese Domenico Pugliani, allievo di Matteo Rosselli. 
In sagrestia e nei locali attigui si conservano altre opere interessanti come una Madonna col Bambino forse trecentesca, dell'ambito di Lippo di Benivieni ed un reliquiario architettonico in ebano donato da Angelo Nardi nel 1647 recante la firma di santa Teresa d'Avila ed una Croce penitenziale del Pugliani.
In questi ambienti sono conservate anche le sei tele rimaste di una serie che comprendeva dodici dipinti con Cristo e gli Apostoli raffigurati a mezzo busto, originariamente commissionati nel 1628 dall'annessa Compagnia della Madonna della Neve a Domenico Pugliani, ma in parte eseguiti anche da Lorenzo Lippi, documentato nei pagamenti ed anch'egli allievo di Matteo Rosselli. I santi sono rappresentati tutti con una semplicità di gusto popolare ma al Pugliani spettano il San Pietro e il San Paolo, maggiormente caratterizzati ed espressivi, mentre il Cristo e i santi Giovanni, Matteo e Giacomo competono al Lippi per l'esattezza grafica e la diligenza esecutiva. 
In questa chiesa si conservano un turibolo a navicella di argento, due festoni e una testa d'angelo dell'antico fonte battesimale ricomposto nel Settecento, attribuiti alla bottega di Andrea della Robbia,